# Макгонигал, Келли
Келли Макгонигал (англ. Kelly McGonigal) — писательница, доктор философии, психолог и профессор Стэнфордского университета, ведущий эксперт в области изучения взаимосвязи между психическим и физическим состояниями человека.
Учебные курсы Келли Макгонигал по психологии для студентов удостоены множества наград, включая высшую награду Стэнфордского университета для преподавателей, премию Уолтера Гора. Популярные открытые курсы Макгонигал, в том числе «Наука силы воли» и «Наука сострадания», рассказывают о том, как, используя достижения психологии, сделать человека более счастливым и успешным.

## Биография
Келли Макгонигал выросла в Нью-Джерси в семье учителей государственной школы. Её родители делали упор на интеллектуальное развитие дочери.
Она закончила Бостонский университет, где получила степень бакалавра искусств в психологии и степень бакалавра наук в области массовых коммуникаций. Затем получила докторскую степень (англ. PhD) в Стэнфордском университете, в котором читала лекции по психологии и вела открытый курс о силе воли.
Келли консультирует некоммерческие организации по стратегии обеспечения здравоохранения и благополучия на рабочем месте, настроя на общественную работу. Является ярым защитником животных. В настоящее время она работает консультантом по психологии в газете The New York Times.

## Научные взгляды
Практикующая медитацию, Макгонигал была главным редактором журнала International Journal of Yoga Therapy с 2005 по 2012 год и выступала за йогу и аналогичные практики осознанности, как способ перезарядить и направить внимание и умственные ресурсы для достижения желаемого результата, основываясь на исследовании влияния медитации на мозг и модели истощения эго, также называемой «силовой» теорией самоконтроля, предложенной командой под руководством Роя Баумейстера. Макгонигал использовала простое объяснение «силовой» теории самоконтроля: «Самоконтроль подобен мускулу. Когда его используют, он утомляется».
Как писателя и исследователя самоконтроля, её высказывания на тему того, как можно создать и направить силу воли, часто цитировали разные авторы.
Макгонигал определяет силу воли как «способность делать то, что вы действительно хотите делать, когда часть вас действительно не хочет этого», и говорит, что люди испытывают конфликты между импульсом и самоконтролем в личном и социальном контекстах, приводя такие примеры как: тяга к сладкой пище, желание быть саркастичным или жаловаться, а также желание откладывать дела на потом.